# Zbigniew Mrazek
Zbigniew Stanisław Mrazek vel Zbigniew Męcina vel Tomasz Gandera, ps.: Aminius, Ropita (ur. 30 stycznia 1908 w Męcinie Wielkiej, zm. 26 stycznia 1981 koło Kowar) – porucznik broni pancernych Polskich Sił Zbrojnych i Armii Krajowej, cichociemny, uczestnik powstania warszawskiego, prokurator i adwokat. Znajomość języków: niemiecki, angielski. Zwykły Znak Spadochronowy nr 3133, Bojowy Znak Spadochronowy nr 1587.

## Życiorys
Zbigniew Mrazek uczył się w gimnazjum w Jaśle (1918–1925), następnie w II Państwowym Gimnazjum im. Karola Szajnochy we Lwowie, które ukończył w 1926 roku, 12 maja zdał egzamin dojrzałości. w tym samym roku podjął studia na Wydziale Prawa Uniwersytetu Jana Kazimierza we Lwowie (1926–1928), kontynuował naukę na  Uniwersytecie Jagiellońskim w Krakowie, gdzie w 1930 roku obronił dyplom magistra prawa. Po aplikacji zdał 1 kwietnia 1933 roku egzamin sędziowski, podjął pracę jako asesor sądowy w okręgu Sądu Apelacyjnego w Krakowie. Postanowieniem Ministra Sprawiedliwości z 12 kwietnia 1934 roku został mianowany podprokuratorem Sądu Okręgowego w Rzeszowie, w 1938 roku – wiceprokuratorem Sądu Okręgowego w Katowicach (był wtedy najmłodszym prokuratorem w ówczesnej Polsce).
W kampanii wrześniowej 1939 roku nie zmobilizowany, ewakuowany wraz z sądem do Lwowa. 19 września 1939 roku przekroczył granicę polsko-rumuńską, dotarł do Francji, 21 listopada wstąpił do Polskich Sił Zbrojnych, został przydzielony do 2 kompanii ciężkich karabinów maszynowych w Szkole Podoficerskiej w Camp de Coëtquidan. Od 1 marca do 15 maja 1940 roku odbywał praktykę instruktorską w 3 Pułku Piechoty, następnie do 17 czerwca 1940 roku w Szkole Podchorążych Piechoty w Coëtquidan.
Po upadku Francji  23 czerwca 1940 roku z portu Le Verdon sur Mer, brytyjskim statkiem „Delius” dopłynął do Plymouth (Wielka Brytania), wstąpił do Polskich Sił Zbrojnych pod dowództwem brytyjskim. Podjął naukę w Szkole Podchorążych Broni Pancernej w Crawford, po jej ukończeniu awansowany na stopień sierżanta podchorążego 8 października 1940 roku został przydzielony jako zastępca dowódcy plutonu do 1 batalionu czołgów 16 Brygady Pancernej. Po przeformowaniu jednostki, od 1 września 1941 roku był zastępcą dowódcy plutonu  3 pułku pancernego 16 BP. Od 1 marca 1942 roku dowodził plutonem na kursie kierowców w Chirnside oraz Nisbet Mouse. Od 1 maja 1943 roku jako zastępca oficera technicznego, uczestniczył w kursie szturmowym w Batalionie Strzelców Podhalańskich, od 3 czerwca 1943 roku przebywał na stażu w jednostkach brytyjskich.
Zgłosił się do służby w kraju. Został przeszkolony ze specjalnością w dywersji, propagandzie i broni pancernej, na kursach specjalnych dla kandydatów na cichociemnych, m.in. spadochronowym, walki konspiracyjnej, odprawowym (STS 43, Audley End), i in. Zaprzysiężony na rotę ZWZ/AK 3 listopada 1943 roku w Chicheley przez szefa Oddziału VI (Specjalnego) Sztabu Naczelnego Wodza, w styczniu 1944 roku przez Algier roku przerzucony na stację wyczekiwania Głównej Bazy Przerzutowej w Latiano nieopodal Brindisi we Włoszech.
Skoczył ze spadochronem do okupowanej Polski  w nocy 12/13 kwietnia 1944 roku w sezonie operacyjnym „Riposta”, w operacji lotniczej „Weller 14” dowodzonej przez por. naw. Antoniego Błażewskiego, z samolotu Halifax JW-272 „D” (1586 Eskadra PAF), na placówkę odbiorczą „Mysz” 242 (kryptonim polski, brytyjskie oznaczenie numerowe pinpoints), w okolicach miejscowości Bełżyce (13 km od Lublina). Razem z nim skoczyli:  ppor. Zbigniew Mrazek „Aminius”, ppor. Tadeusz Żelechowski „Ring”, ppor. Adam Benrad „Drukarz” oraz kurier polityczny Delegatury Rządu na Kraj plt. Jan Ciaś „Kula”. Zrzut przyjął oddział partyzancki AK dowodzony przez ppor. Aleksandra Sarkisowa ps. Szaruga. 
Po skoku kilka dni w oddziale „Szarugi”, następnie w Warszawie, przydzielony do komórki „Kratka” Komendy Głównej AK, utrzymującej łączność z więźniami Pawiaka. Później został przydzielony do Okręgu Wilno AK, jednak przydział ten nie został zrealizowany.
W powstaniu warszawskim służył jako oficer ds. zleceń płk. Stanisława Kamińskiego ps. Daniel, komendanta Obwodu Mokotów i dowódcy Zgrupowania Pułku Baszta. Po jego zranieniu 24 września jako oficer ds. zleceń cichociemnego Kazimierza Szternala ps. Zryw, który przejął obowiązku dowódcy pułku. Walczył na Mokotowie, ranny. Po kapitulacji powstania dostał się do niewoli niemieckiej, został osadzony w obozach w Pruszkowie i Skierniewicach oraz Stalagu X B Sandbostel i oflagu VII A Murnau.
28 kwietnia 1945 roku dotarł do oddziałów USA, następnie Polskiej Misji Wojskowej w Paryżu, przerzucony do Londynu, gdzie zameldował się w Oddziale VI Sztabu Naczelnego Wodza. Ponownie wstąpił do Polskich Sił Zbrojnych, 26 lipca został przydzielony do Ośrodka Szkoleniowego Broni Pancernej w Catterick (Yorkshire). Od 19 grudnia 1945 roku przydzielono go do 5 Pułku Pancernego 16 Samodzielnej Brygady Pancernej I Korpusu Polskiego. 11 października 1946 roku został zdemobilizowany, w kwietniu 1947 roku powrócił z rodziną do Polski. Zamieszkał w Sopocie, 21 czerwca 1949 roku podjął pracę jako adwokat w okręgu Sądu Apelacyjnego w Gdańsku.
Był szykanowany przez SB, w I połowie lutego 1950 roku został aresztowany, decyzją prezydenta miasta Sopotu z 24 lutego 1950 roku otrzymał nakaz natychmiastowego opuszczenia wraz z rodziną Sopotu i obszaru nadmorskiego. Skonfiskowano mu mieszkanie wraz z wyposażeniem i zakazano prowadzenia praktyki adwokackiej. W latach 1956–1957 bezskutecznie starał się o rehabilitację i odzyskanie mieszkania.
W dniu 15 maja 1950 roku podjął pracę jako starszy instruktor w Centralnym Zarządzie Gazownictwa w Warszawie. Od 20 czerwca 1952 roku pracował jako radca prawny Gorzowskich Zakładów Włókien Sztucznych (w budowie). 28 czerwca 1958 roku został ponownie wpisany na listę adwokatów Wojewódzkiej Izby Adwokackiej w Gdańsku. Zamieszkał w Szczecinie, podjął pracę w szczecińskim oddziale Biura Projektów Gospodarki Wodno-Ściekowej i Ochrony Atmosfery „Biprowod” w Warszawie. 16 lutego 1973 roku przeszedł na emeryturę i przeniósł się do Cieplic Śląskich. 
Wg relacji jego rodziny, uprawiał szybownictwo, narciarstwo, grał w tenisa ziemnego, wielokrotnie spływał przełomami Dunajca, lubił grać w brydża. Nie przywiązywał wagi do dóbr materialnych. Lubił operę, której słuchał także m.in. w bazie Cichociemnych we Włoszech. Był zapalonym wędkarzem i piechurem.
Zmarł w sanatorium Bukowiec niedaleko Kowar (obecnie Kowary), został pochowany na cmentarzu w Cieplicach (obecnie Jelenia Góra). Jego symboliczny grób znajduje się na warszawskim Cmentarzu Wojskowym na Powązkach.

## Awanse
- sierżant podchorąży – 8 października 1940
- podporucznik – 1 marca 1944
- porucznik

## Ordery i odznaczenia
- Krzyż Srebrny Orderu Wojennego Virtuti Militari
- Krzyż Walecznych.

## Życie rodzinne
Zbigniew Mrazek był synem Stanisława Jana (1866–1924) i Heleny z domu Strokołowskiej (1881–1969). Ojciec Zbigniewa był wiertaczem w firmie prowadzącej poszukiwania naftowe, był równocześnie właścicielem kopalń ropy naftowej w Męcinie Wielkiej, Sękowej i Ropicy Ruskiej. Brat stryjeczny Zbigniewa, Kazimierz Mrazek (1897–1989) był właścicielem dworu w Sokole i Sybirakiem.
Zbigniew Mrazek był trzykrotnie żonaty. W 1934 poślubił Michalinę Czajkę (1909–1988), z którą miał córkę Ewę zamężną Zieleniewską (ur. 1935). W Szkocji w 1947 roku ożenił się z Wandą Dzwonkowską(1913–2006), z którą miał syna Piotra (ur. 1947). Ponownie ożenił się z Elżbietą Przybysz (ur. 1923).